# بوکرویل (نوادا)
بوکرویل، نوادا (به انگلیسی: Bunkerville, Nevada) یک سکونتگاه مسکونی در ایالات متحده آمریکا است که در نوادا واقع شده‌است.

## خصوصیات
بوکرویل ۱۱۲٫۱ کیلومترمربع مساحت و ۱٬۳۰۳ نفر جمعیت دارد و ۴۶۷ متر بالاتر از سطح دریا واقع شده‌است.